# Friedrich Zietsch
Friedrich Zietsch (* 26. November 1903 in Heidelberg; † 21. September 1976 in München) war ein deutscher Politiker (SPD).

## Leben und Beruf
Nach der Mittleren Reife 1919 an der Oberrealschule in Baden-Baden absolvierte Zietsch eine Banklehre. Er arbeitete von 1921 bis 1924 als Bankangestellter und war von 1924 bis 1932 als Verbandsgeschäftsführer tätig, zuletzt im oberfränkischen Selb. Zwischenzeitlich bildete er sich an der Akademie der Arbeit in Frankfurt am Main fort. Während der Zeit des Nationalsozialismus arbeitete er als Kaufmann in einem Reformhaus in Hof. 1961 wurde Zietsch zum Präsidenten der Deutschen Liga für Menschenrechte gewählt. Die deutsche Autorin Uschi Zietsch ist seine Tochter.

## Partei
Zietsch war seit 1925 Mitglied der SPD.

## Abgeordneter
Zietsch war 1946 Mitglied der Verfassunggebenden Landesversammlung Bayerns. Er gehörte von 1946 bis 1966 dem Bayerischen Landtag an und war dort seit 1951 Geschäftsführer der SPD-Fraktion. 1949 war er zudem als Delegierter des Bayerischen Landtags Mitglied der ersten Bundesversammlung.

## Öffentliche Ämter
Zietsch amtierte von 1946 bis 1948 als Landrat des Kreises Münchberg (Oberfranken). Er wurde im Juni 1951 als Bayerischer Finanzminister in die von Ministerpräsident Hans Ehard geführte Staatsregierung von Bayern berufen und gehörte auch der von Ministerpräsident Wilhelm Hoegner geleiteten Folgeregierung an. Im Oktober 1957 wurde er in diesem Amt durch Rudolf Eberhard abgelöst.

## Auszeichnungen
- 1958: Großes Silbernes Ehrenzeichen am Bande für Verdienste um die Republik Österreich[1]
- 1959: Bayerischer Verdienstorden
- 1969: Großes Verdienstkreuz mit Stern der Bundesrepublik Deutschland